# Truck Parham
Charles Valdez "Truck" Parham (Chicago, 25 januari 1911 - aldaar, 5 juni 2002) was een Amerikaanse jazzbassist (contrabas).
Parham was een professionele sporter (bokser, Americanfootballspeler), voordat hij in de muziek carrière maakte. Hij speelde drums, maar stapte over op bas en studeerde bij Walter Page. Hij was lid van de territory band van Zack Whyte (1932-1934), die vooral in Cincinnati speelde. In Chicago speelde hij daarna met Zutty Singleton, trompettist Roy Eldridge (1936-1938), pianist Art Tatum en de big band van Bob Shoffner. In 1940 werd hij lid van het orkest van Earl Hines, waar hij twee jaar speelde. Daarna speelde hij bij Jimmy Lunceford (1942-1947). In de jaren vijftig speelde hij onder meer in de dixieland-band van Mugsy Spanier (1950-1955) en met Earl Hines en drummer Louie Bellson. Een groot deel van de jaren zestig werkte hij met pianist Art Hodes. Later in zijn carrière speelde hij in allerlei dixieland-jazzgroepen. Onder zijn leiding zijn geen opnames gemaakt, wel is hij te horen op talloze opnames van anderen.
- Bibliothèque nationale de France: cb13935474m (data)
- International Standard Name Identifier: 0000 0000 3682 0626
- Library of Congress Control Number: n96018134
- MusicBrainz: e4db77c3-818d-4549-8c67-541656d2e69a
- SNAC: w6jn6p0w
- Système universitaire de documentation: 161263380
- Virtual International Authority File: 71581552
- WorldCat: E39PBJgt6g3D4wCq7JhTdv8DMP